# Trái tim phụ nữ (phim Thổ Nhĩ Kỳ)
Kadın, hay còn gọi là Trái tim phụ nữ (tựa tiếng Anh: Woman) là một bộ phim truyền hình chính kịch Thổ Nhĩ Kỳ dựa trên bộ phim truyền hình Woman của Nhật Bản ra mắt năm 2013, với sự tham gia của Özge Özpirinçci, Caner Cindoruk và Bennu Yıldırımlar. Bộ phim được công chiếu trên Fox vào ngày 24 tháng 10 năm 2017 và công chiếu lần đầu tiên trên kênh VTV3 vào ngày 13 tháng 8 năm 2020 (phần 1) và 19 tháng 7 năm 2021 (phần 2, 3) lúc 22:40 từ thứ hai đến thứ sáu hàng tuần.

## Nội dung
Bahar là một góa phụ trẻ có hai con. Cô bị mẹ bỏ rơi từ năm 8 tuổi và sau đó cô cũng mất ông bà ngoại. Khi cô đơn lẻ bóng, Bahar gặp Sarp, người mà cô yêu điên cuồng. Nhưng, Bahar mất Sarp sau vài năm hạnh phúc bên nhau. Bahar còn lại với hai đứa con của mình, Nisan và Doruk. Cùng nhau, cô ấy đã cố gắng biến cuộc sống thành một trò chơi, nghèo đói thành vui vẻ và thiếu vắng thành một niềm vui. Bahar tin rằng khi một người nở nụ cười trên môi, trái tim cũng sẽ đáp lại bằng nụ cười. Đôi khi, cô nói chuyện với ảnh của Sarp về tất cả những rắc rối của cô khi nhớ lại những ngày đã qua của họ.
Bahar đã từ bỏ cuộc sống riêng của mình vì các con. Mẹ của Bahar, bà Hatice (hatije) đã trở lại cuộc sống của cô sau 20 năm. Khi Bahar muốn lại gần mẹ, có một trở ngại lớn đã cản đường - Şirin, người em cùng mẹ khác cha của cô. Şirin làm tất cả những gì có thể để ngăn cản mẹ cô và Bahar nối lại tình cảm. Để bảo vệ sức khỏe tinh thần của Şirin, Hatice đã quay lưng lại với Bahar, người mà cô rất cần khi trong cảnh túng quẫn. Enver là chồng của Hatice, là người rất quan tâm đến Bahar và luôn giúp đỡ cô ấy. Yeliz, bạn thân nhất của Bahar cũng giúp đỡ cô ấy. Không lâu sau, Bahar cũng gặp những người hàng xóm mới tên là Arif và Ceyda. Arif là con trai của chủ căn hộ Bahar. Ceyda, người ban đầu không hề thích cô nhưng sau đó đã giúp Bahar sống sót sau khi biết về hoàn cảnh của cô ấy.
Trong khi đó, Bahar phải chịu đựng đau đớn và đã ngất xỉu nhiều lần. Khi gặp bác sĩ, cô mới biết mình mắc chứng thiếu máu Aplastic và cần ghép tủy để cứu sống. Bahar giấu mọi người điều này do vấn đề tài chính của cô ấy. Ngay sau đó, Mọi người biết về điều này và nhận thấy rằng tủy xương của Şirin thích hợp để cấy ghép cho Bahar.
Trong khi đó, Sarp được chứng minh là còn sống và đóng giả là Alp Karahan. Anh ấy đã kết hôn với Piril và có một cặp con sinh đôi. Cha của Piril thông báo với Sarp rằng Bahar và các con của cô đã chết trước bốn năm. Để chứng minh điều đó, cha của Piril đã làm những ngôi mộ giả theo tên của họ và đưa chúng cho Sarp xem. Sau đó, Sarp cho rằng Bahar và những đứa trẻ đã chết. Không lâu sau, Sarp gặp Şirin sau nhiều năm và Şirin bị sốc. Trong thời gian này, người ta tiết lộ rằng Şirin đã yêu Sarp trước 4 năm và cô ấy là lý do dẫn đến tai nạn phà của Sarp. Cha của Piril đã bắt cóc Şirin để ngăn Sarp biết rằng Bahar còn sống.
Lúc này, tình trạng của Bahar trở nên tồi tệ hơn và cô phải nhập viện. Arif hiện có tình cảm với Bahar, đã giúp đỡ và cầu hôn cô. Một ngày nọ, Doruk nhìn thấy Sarp trên đường và gọi anh ta là cha. Sarp hơi bối rối và thấy anh ta ở nhà Enver. Sau đó, Sarp gặp Enver và biết rằng Bahar và những đứa trẻ vẫn còn sống. Sarp bị sốc, anh đào các ngôi mộ lên và nhận ra rằng bố vợ đã nói dối mình. Sau đó, anh đến bệnh viện và đã có một cuộc đoàn tụ với Nisan và Doruk. Sarp biết được tình hình của Bahar và đưa Şirin trở lại. Bahar được hồi phục và cô đã được gặp lại gặp Sarp sau nhiều năm...

## Diễn viên

### Diễn viên chính
- Özge Özp Pirinçci trong vai Bahar Çeşmeli (nhũ danh Hamdi)[6]
- Water Sign Yazgı Coşkun trong vai Bahar khi còn trẻ
- Caner Cindoruk trong vai Sarp Çeşmeli/Alp Karahan[7]
- Bennu Yıldırımlar trong vai Hatice Sarıkadı
- Şerif Erol trong vai Enver Sarıkadı
- Feyyaz Duman trong vai Arif Kara
- Seray Kaya trong vai Şirin Sarıkadı
- Kübra Süzgün trong vai Nisan Çeşmeli
- Ali Semi Sefil trong vai Doruk Çeşmeli

### Diễn viên phụ
- Ayça Erturan trong vai Yeliz Ünsal
- Ece Özdikici/Pinar Çağlar Gençtürk trong vai Jale Demir
- Ahu Yağtu trong vai Pırıl Karahan/Çeşmeli
- Gökçe Eyüboğlu trong vai Ceyda
- Devrim Özder Akın trong vai Musa Demir
- Demir Beyitolgu trong vai Bora Demir
- Elif Naz Emre trong vai Elif
- Oktay Gürsoy trong vai Sinan
- Yaşar Uzel trong vai Yusuf Kara
- Sinem Uçar trong vai Ferdane
- Sahra Şaş trong vai Berşan
- Semi Arkaıkkızıl trong vai Levent
- Gazanfer Ündüz trong vai Suat
- Rana Cabbar trong vai Seyfullah
- Caner Çandarlı trong vai Münir
- Melih Çardak trong vai Hikmet
- Selim Aygün trong vai Peyami
- Şebnem Köstem trong vai Jülide
- Joy Oak trong vai Füsun
- Canan Karan trong vai Ümran
- Hümeyra trong vai Fazilet Aşçıoğlu

## Giải thưởng và đề cử
| Năm  | Giải                    | Hạng mục                       | Cá nhân/hạng mục được đề cử    | Kết quả     |
| ---- | ----------------------- | ------------------------------ | ------------------------------ | ----------- |
| 2018 | Tokyo Drama Awards      | Giải đặc biệt                  | Kadın                          | Chiến thắng |
| 2018 | Golden Butterfly Awards | Diễn viên xuất sắc             | Özge Özpirinçci                | Chiến thắng |
| 2018 | Golden Butterfly Awards | Diễn viên trẻ ấn tượng         | Kübra Süzgün và Ali Semi Sefil | Chiến thắng |
| 2018 | Golden Butterfly Awards | Loạt phim truyền hình hay nhất | Kadın                          | Chiến thắng |
| 2018 | Golden Butterfly Awards | Nhạc phim hay nhất             | Cem Tuncer                     | Đề cử       |
| 2018 | Golden Butterfly Awards | Biên kịch ấn tượng             | Hande Altaylı                  | Đề cử       |
| 2018 | Golden Butterfly Awards | Đạo diễn xuất sắc              | Nadim Güç                      | Đề cử       |